# Рядом с вами (фильм, 1967)
«Рядом с вами» («Машинистки») — советский телефильм 1967 года режиссёра Юрия Дубровина.

## Сюжет
Две сотрудницы машбюро одного из минских заводов. Катя — Екатерина Дмитриевна, постарше, и Нюся, помоложе. Они одиноки. Катя воевала, была замужем, муж её давно умер. Нюся живёт воспоминаниями о парне Пете, с которым дружила, когда он проходил службу в армии в её родном городе. Живут они вместе в квартире Кати. Катя — отзывчивый, честный, добрый, хотя внешне несколько резковатый человек. Она помогла и Нюсе, которая оказалась в тяжёлом положении после смерти отца. Поэтому Нюся долго не решается сказать Кате, что её разыскал Петя и зовет жить к себе, в другой город…

## В ролях
- Александра Климова — Екатерина Дмитриевна, Катя
- Анна Дубровина — Анна Александровна, Нюся
- Владимир Поночевный — Рымникский, технолог по профессии, начинающий журналист
- Ростислав Шмырёв — Петя, парень, который пытался познакомиться с Нюсей в такси
- Валентина Сперантова — Нина Ивановна, соседка Кати по квартире
- Зинаида Броварская — Надежда Петровна, соседка
- Галина Рогачёва — Щукина, соседка
- Нинель Жуковская — Вера
- Виктор Тарасов — Речков
- Павел Кормунин — Василий Портнов
- Степан Хацкевич — рабочий на заводе
- Николай Ерёменко — прохожий
- Юрий Сидоров — однополчанин
- Адольф Ильин — пассажир
- Мария Зинкевич — проводница

## Съёмочная группа
- Сценарий: Елена Каплинская
- Постановка: Юрий Дубровин
- Оператор: Владимир Окулич
- Художник-постановщик: Владимир Белоусов
- Звукооператор: К. Бакк
- Музоформление: А. Соколов
- Режиссёры: Н. Савва, Л. Чижевская

## О фильме
Один из первых телефильмов студии «Беларусьфильм», в киноведении считается удачным, в статье «Телефильм» издания «Белорусская ССР, краткая энциклопедия» назван первым среди лучших телефильмов студии, которые «отличаются поисками художественной формы, глубиной содержания, оригинальностью авторского решения», при этом «его герои с их бытом, житейскими, нравственными проблемами — словно соседи многих наших телезрителей», где А. Климова сыграла «роль скромной, неприметной труженицы — машинистки, отзывчивой и доброй женщины».

## Фестивали и награды
- 1967 — II-ой Всесоюзный фестиваль телевизионных фильмов — премия за лучшую женскую роль (А. Климова)[1]